# 鹿特丹 (紐約州)
鹿特丹（英語：Rotterdam）是一個位於美國紐約州斯克內克塔迪縣的鎮。

## 人口
根據2020年美國人口普查的數據，鹿特丹的面積為94.40平方千米，當中陸地面積為92.42平方千米，而水域面積為1.98平方千米。當地共有人口30523人，而人口密度為每平方千米323人。